# Горошинский, Валерий Владимирович
Валерий Владимирович Горошинский (род. 16 сентября 1964, Грозный, Чечено-Ингушская АССР, СССР) — советский, российский и украинский футболист, защитник, полузащитник.

## Карьера

### Игровая
Воспитанник «Терека», за который выступал в 1982—1984 годах. В 1985—1988 годах защищал цвета курского «Авангарда». В 1989 году пополнил ряды клуба «Заря» из города Бельцы. В 1991 году переехал на Украину, подписав контракт с тернопольской «Нивой». В 1994 году перешёл в «Верес». За три сезона в Высшей лиге Украины провёл 75 матчей, забив 1 мяч. В 1996—2000 годах защищал цвета «Ангушта». Завершил карьеру в 2001 году в «Фабусе».

### Тренерская
В 2015 году входил в тренерский штаб молдавской «Дачии», работая также администратором команды. Параллельно принимал участие в ветеранских турнирах.

Педагогическая
В настоящее время является учителем физической культуры и руководителем методической комиссии лицея им. "А.С. Пушкина" г. Кишинёв.

## Семья
Старший брат Александр (род. 1959) — также футболист, тренер. Выступал на позиции вратаря.

## Достижения
- Серебряный призёр зоны «Юг» Второго дивизиона России: 1998
- Бронзовый призёр зоны «Юг» Второго дивизиона России: 2000
- Бронзовый призёр 5-й зоны Второй лиги СССР: 1986